# Bison bison athabascae
Il bisonte americano delle foreste (Bison bison athabascae), anche chiamato bisonte di montagna, è una sottospecie del bisonte americano (Bison bison). La sua distribuzione comprende molti boschi dell'Alaska, Yukon, territori americani del nordovest, nordest della Columbia Britannica, nord dell'Alberta e nordovest del Saskatchewan. È incluso nella lista di specie in pericolo di estinzione del COSEWIC. Attualmente è considerato a maggior rischio di estinzione del bisonte americano della pianura (Bison bison bison).

## Descrizione
Il bisonte americano delle foreste si differenzia dal bisonte di pianura per alcune caratteristiche molto importanti. La più evidente è che è più grosso e pesante, con esemplari maschi che possono oltrepassare i 900 kg. Il punto più alto del bisonte delle foreste è più avanzato dell'attaccatura delle zampe anteriori, mentre nel caso del bisonte di pianura si trova alla stessa altezza. Il bisonte delle foreste ha anche corna maggiori, il pelo più scuro, lanoso e meno folto sulle zampe anteriori e sul mento.

## Conservazione
Oltre alla perdita dell'habitat e della caccia, le popolazioni di bisonte delle foreste sono state sottoposte al pericolo dell'ibridazione con il bisonte delle pianure e dell'inquinamento del patrimonio genetico.
Come è successo con l'altro bisonte, la popolazione del bisonte delle foreste era stata decimata dalla caccia tanto che all'inizio del Novecento era considerato rarissimo o addirittura quasi estinto. Tuttavia nel 1957 è stata scoperta una mandria di circa 200 capi nell'Alberta; questa mandria è cresciuta fino a una popolazione approssimativa di 2500 grazie agli sforzi di conservazione messi in pratica dalle agenzie governative canadesi. Nel 1988 il COSEWIC cambiò lo stato di conservazione del Bison bison athabascae da "in pericolo" a "prossimo alla minaccia".
Il 17 giugno 2008, 53 bisonti delle foreste sono stati trasferiti dalla Elk Island National Park nell'Alberta (Canada) verso l'Alaska Wild Life Conservation Center, nei pressi di Anchorage (Alaska) dove è in corso un progetto di reintroduzione. Dopo essere stati tenuti in quarantena saranno reintrodotti nel loro habitat nativo, dove la Alaska Department of Fish and Game prevede di rilasciarli nella primavera del 2015.
Attualmente ci sono circa 7000 bisonti delle foreste allo stato selvatico localizzati nei Territori del Nord-Ovest, Yukon, Columbia Britannica e Manitoba. 

Nel 2006, nell'ambito di un progetto internazionale di conservazione, è stata introdotta una mandria in Sacha-Jacuzia, in Russia , nella Siberia orientale, dove il Bison priscus (bisonte della steppa) considerato molto simile, si era estinto più di 2000 anni fa. Altri bisonti sono stati inviati in Russia dall'Alberta nel 2011 e nel 2013 portando la popolazione a 120 individui, che vivono nel Parco nazionale di Lenskie Stolby.